# Ignacio De la Riva
Ignacio José De la Riva de la Viña (* 8. Januar 1960) ist ein spanischer Herpetologe. Sein Forschungsschwerpunkt ist die neotropische Herpetofauna.

## Leben
1986 erlangte De la Riva den Master-Abschluss an der Universität Complutense Madrid. Von Juni 1986 bis Dezember 1987 war er Stipendiat der Consejo Superior de Investigaciones Científicas und später Beauftragter der Estación Biológica de Doñana für die Katalogisierung der herpetologischen Sammlung. Von Januar 1988 bis August 1990 hatte er eine Stipendium des Instituto de Cooperación Iberoamericana, über die Asociación de Amigos de Doñana, für die Realisierung seiner Doktorarbeit in Bolivien. Von April 1991 bis Dezember 1992 hatte er ein Stipendium der Universität Las Palmas de Gran Canaria. 1993 wurde er an der Universität Complutense Madrid mit der Dissertation Ecología de una comunidad neotropical de anfibios durante la estación lluviosa unter der Leitung von Javier Castroviejo und Luis Felipe López-Jurado zum Doktor promoviert. Von Mai bis Dezember 1993 arbeitete er im Auftrag der belgischen Firma Agreco im Rahmen des Programms ECOFAC und mit Mitteln der Europäischen Wirtschaftsgemeinschaft als Waldökologe, um die Biodiversität im Nationalpark Monte Alén in Äquatorialguinea zu bewerten. Von April 1994 bis April 1996 forschte er mit einem Postdoc-Stipendium am Museum of Natural History der University of Kansas. Von Mai bis Juni 1995 führte er im Rahmen des Projekts Bestandsaufnahme der Fauna und Flora des Parque Nacional Coiba, Panama unter der Leitung von Santiago Castroviejo eine Studie über Amphibien und Reptilien durch. Seit Mai 1996 ist De la Riva leitender wissenschaftlicher Mitarbeiter an der Abteilung für Biodiversität und Evolutionsbiologie des Museo Nacional de Ciencias Naturales in Madrid.
Zu seinen Forschungsschwerpunkten zählen die Taxonomie, Systematik, Phylogenese, Biogeographie und Lebensweise von Reptilien und Amphibien. Sein Hauptaugenmerk gilt den tropischen Froschlurchen aus Lateinamerika. Seine weiteren Interessen sind die theoretischen Aspekte der Taxonomie und Systematik, wie beispielsweise Artkonzepte, die Lücke zwischen Phylogenien und Klassifikationen, die Auswirkungen der Benennung von Arten, die integrative Taxonomie und vieles mehr. Seit 1987 forscht De la Riva in der Neotropis und das Hauptziel seiner Forschung waren die Anden- und Amazonasfrösche Boliviens und Südperus. Ferner widmet er sich den bolivianischen Eidechsenarten der Gattung Liolaemus, dem Naturschutz sowie der Erforschung der Ausdehnung und Wirkung der Chytridiomykose auf Amphibien in Bolivien. Die Reptilien betreffend, arbeitet er mit einem großen internationalen Team zusammen, um die Auswirkungen des Klimawandels auf Eidechsen weltweit zu untersuchen.
Zu De la Rivas bekanntesten Entdeckungen zählt der Sehuencas-Wasserfrosch (Telmatobius yuracare) aus Bolivien. Von dieser Art war ab 2008 nur noch ein Männchen namens Romeo bekannt, bis Anfang 2019 fünf weitere Exemplare wiederentdeckt wurden.

## Erstbeschreibungen von Ignacio De la Riva
Ignacio De la Riva war an den folgenden Erstbeschreibungen beteiligt:
- Atelopus loettersi De la Riva, Castroviejo-Fisher, Chaparro, Boistel, Padial, 2011
- Boana gladiator (Köhler, Koscinski, Padial, Chaparro, Handford, Lougheed, De la Riva, 2010)
- Boana palaestes (Duellman, De la Riva, Wild, 1997)
- Boophis arcanus Glaw, Köhler, De la Riva, Vieites, Vences, 2010
- Boophis entingae Glaw, Köhler, De la Riva, Vieites, Vences, 2010
- Boophis haingana Glaw, Köhler, De la Riva, Vieites, Vences, 2010
- Boophis luciae Glaw, Köhler, De la Riva, Vieites, Vences, 2010
- Boophis miadana Glaw, Köhler, De la Riva, Vieites, Vences, 2010
- Boophis piperatus Glaw, Köhler, De la Riva, Vieites, Vences, 2010
- Boophis praedictus Glaw, Köhler, De la Riva, Vieites, Vences, 2010
- Boophis roseipalmatus Glaw, Köhler, De la Riva, Vieites, Vences, 2010
- Boophis sandrae Glaw, Köhler, De la Riva, Vieites, Vences, 2010
- Boophis spinophis Glaw, Köhler, De la Riva, Vieites, Vences, 2010
- Bryophryne bakersfield Chaparro, Padial, Gutiérrez, De la Riva, 2015
- Bryophryne bustamantei (Chaparro, De la Riva, Padial, Ochoa, Lehr, 2007)
- Bryophryne quellokunka De la Riva, Chaparro, Castroviejo-Fisher, Padial, 2017
- Bryophryne tocra De la Riva, Chaparro, Castroviejo-Fisher, Padial, 2017
- Bryophryne wilakunka De la Riva, Chaparro, Castroviejo-Fisher, Padial, 2017
- Gastrotheca antoniiochoai (De la Riva & Chaparro, 2005)
- Gephyromantis runewsweeki Vences and De la Riva, 2007
- Hyalinobatrachium carlesvilai Castroviejo-Fisher, Padial, Chaparro, Aguayo-Vedia, De la Riva, 2009
- Lynchius oblitus Motta, Chaparro, Pombal, Guayasamin, De la Riva, Padial, 2016
- Lynchius tabaconas Motta, Chaparro, Pombal, Guayasamin, De la Riva, Padial, 2016
- Microkayla ankohuma (Padial & De la Riva, 2007)
- Microkayla chacaltaya (De la Riva, Padial, Cortéz, 2007)
- Microkayla chapi De la Riva, Chaparro, Castroviejo-Fisher, Padial, 2017
- Microkayla chaupi (De la Riva & Aparicio, 2016)
- Microkayla chilina De la Riva, Chaparro, Castroviejo-Fisher, Padial, 2017
- Microkayla colla (De la Riva, Aparicio, Soto, Ríos, 2016)
- Microkayla condoriri (De la Riva, Aguayo, Padial, 2007)
- Microkayla guillei (De la Riva, 2007)
- Microkayla harveyi (Muñoz, Aguayo, De la Riva, 2007)
- Microkayla huayna De la Riva, F. Cortez, Burrowes, 2017
- Microkayla iani (De la Riva, Reichle, Cortéz, 2007)
- Microkayla illampu (De la Riva, Reichle, Padial, 2007)
- Microkayla illimani (De la Riva & Padial, 2007)
- Microkayla kallawaya (De la Riva & Martínez-Solano, 2007)
- Microkayla katantika (De la Riva & Martínez-Solano, 2007)
- Microkayla kempffi (De la Riva, 1992)
- Microkayla melanocheira (De la Riva, Ríos, Aparicio, 2016)
- Microkayla quimsacruzis (De la Riva, Reichle, Bosch, 2007)
- Microkayla saltator (De la Riva, Reichle, Bosch, 2007)
- Microkayla teqta (De la Riva & Burrowes, 2014)
- Nannophryne apolobambica (De la Riva, Ríos, Aparicio, 2005)
- Noblella carrascoicola (De la Riva & Köhler, 1998)
- Oreobates amarakaeri Padial, Chaparro, Castroviejo-Fisher, Guayasamin, Lehr, Delgado, Vaira, Teixeira, Aguayo-Vedia, De la Riva, 2012
- Oreobates gemcare Padial, Chaparro, Castroviejo-Fisher, Guayasamin, Lehr, Delgado, Vaira, Teixeira, Aguayo-Vedia, De la Riva, 2012
- Oreobates ibischi (Reichle, Lötters, De la Riva, 2001)
- Oreobates lehri (Padial, Chaparro, De la Riva, 2007)
- Oreobates machiguenga Padial, Chaparro, Castroviejo-Fisher, Guayasamin, Lehr, Delgado, Vaira, Teixeira, Aguayo-Vedia, De la Riva, 2012
- Oreobates madidi (Padial, Gonzales-Álvarez, De la Riva, 2005)
- Oreobates sanderi (Padial, Reichle, De la Riva, 2005)
- Phrynopus mariellaleo Venegas, Barboza, De la Riva, Padial, 2018
- Phrynopus miroslawae Chaparro, Padial, De la Riva, 2008
- Phyllomedusa camba De la Riva, 1999
- Phyllomedusa chaparroi Castroviejo-Fisher, Köhler, De la Riva, Padial, 2017
- Pristimantis koehleri Padial & De la Riva, 2009
- Pristimantis reichlei Pristimantis reichlei Padial & De la Riva, 2009
- Proctoporus carabaya Padial, Chaparro, Castroviejo-Fisher & De La Riva, 2013
- Proctoporus iridescens Padial, Chaparro, Castroviejo-Fisher & De La Riva, 2013
- Proctoporus kiziriani Padial, Chaparro, Castroviejo-Fisher & De La Riva, 2013
- Psychrophrynella usurpator De la Riva, Chaparro, Padial, 2008
- Rhinella tacana (Padial, Reichle, McDiarmid, De la Riva, 2006)
- Scinax castroviejoi De la Riva, 1993
- Scinax chiquitanus (De la Riva, 1990)
- Telmatobius edaphonastes De la Riva, 1995
- Telmatobius espadai De la Riva, 2005
- Telmatobius mantaro Ttito, Landauro, Venegas, De la Riva, Chaparro, 2016
- Telmatobius mendelsoni De la Riva, Trueb, Duellman, 2012
- Telmatobius sibiricus De la Riva & Harvey, 2003
- Telmatobius timens De la Riva, Aparicio, Ríos, 2005
- Telmatobius yuracare De la Riva, 1994
- Yunganastes pluvicanorus (De la Riva & Lynch, 1997)

## Dedikationsnamen
Jörn Köhler und Stefan Lötters benannten im Jahr 2001 die Froschart Dendropsophus delarivai nach De la Riva.